# سول مامبي
سول مامبي (بالإنجليزية: Saoul Mamby)‏ مواليد 4 يونيو 1947 في ذا برونكس، نيويورك، الولايات المتحدة، هو ملاكم أمريكي يصنف ضمن فئة وزن خفيف الوسط.

## إحصائيات
خاض خلال مسيرته 85 نزالا، فاز في 45 وتعادل في 6 وخسر في 34. فاز بالضربة القاضية في 19 نزالا.

## روابط خارجية
- سول مامبي على موقع بوكس ريك (الإنجليزية) (registration required)